# Calepio (famiglia)
(Lode scritta per il matrimonio di J. Petri de Vicomercato Cremensis et Helisabeth Comitis Nicolini de Calepio Filiae da Michele Alberto Carrara)
Calepio è un’antica famiglia bergamasca derivante da un ramo dei Martinengo nel XII secolo il cui capostipite fu Gisalberto nato nel 918, diventata proprietaria del castrum di Castelli Calepio.

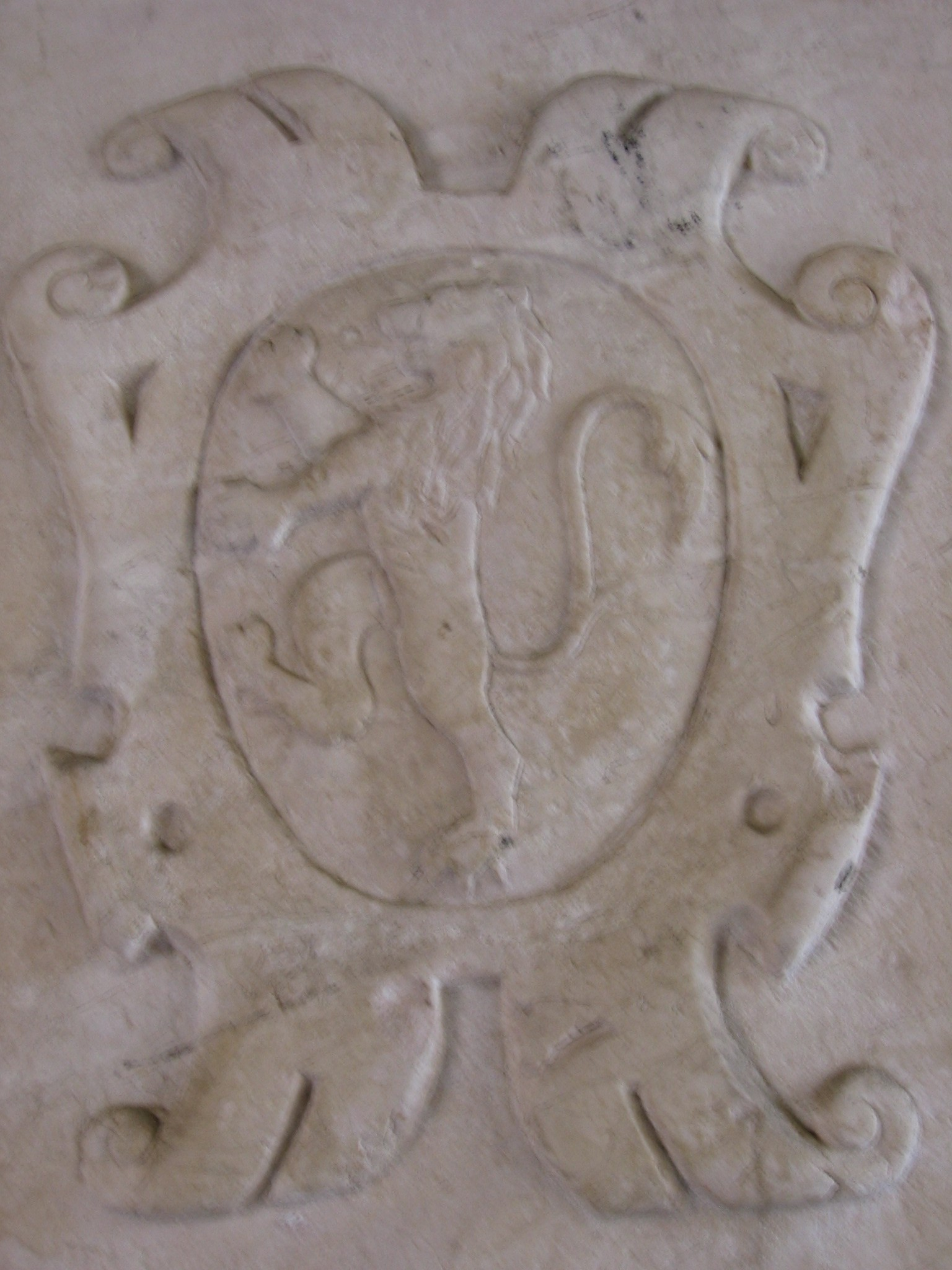
Stemma famiglia Calepio posto sul Castello di Calepio

## Storia

### Le origini
I Martinengo erano vassalli del vescovo avendo molti legami con la chiesa di Bergamo proprietaria di molti territori, e il castello di Calepio aveva il gonfalone vescovile.
Il primo documento che indica la presenza dei Calepio, risale al 1168 quando un atto riporta la presenza di un  "Goizo comes de Martinengo et de Calepio". Questo personaggio si divise dal fratello Zilius, acquistando il castello di Calepio probabilmente già presente nell'anno Milla, dando inizio alla dinastia della famiglia dei conti Calepio. 
 La famiglia Martinengo lasciò il territorio bergamasco trasferendosi in provincia di Brescia proprio nel XII secolo.
Altri documenti indicano la presenza di membri canonici della famiglia: un atto del 1241 cita comes Guillelmus de Calepio… canonicus Ecclesie Bergomensis e del 1249 un comes Goyzo archipresbiter de Calepio. Entrambi sono inseriti in atti e in contratti d'affitto ed investiture di territori del bergamasco di proprietà della diocesi. Il conte Guglielmo fu anche soggetto a scomunica per contratti e prestiti concessi a proprio interesse, accuse di cui fu prosciolto.

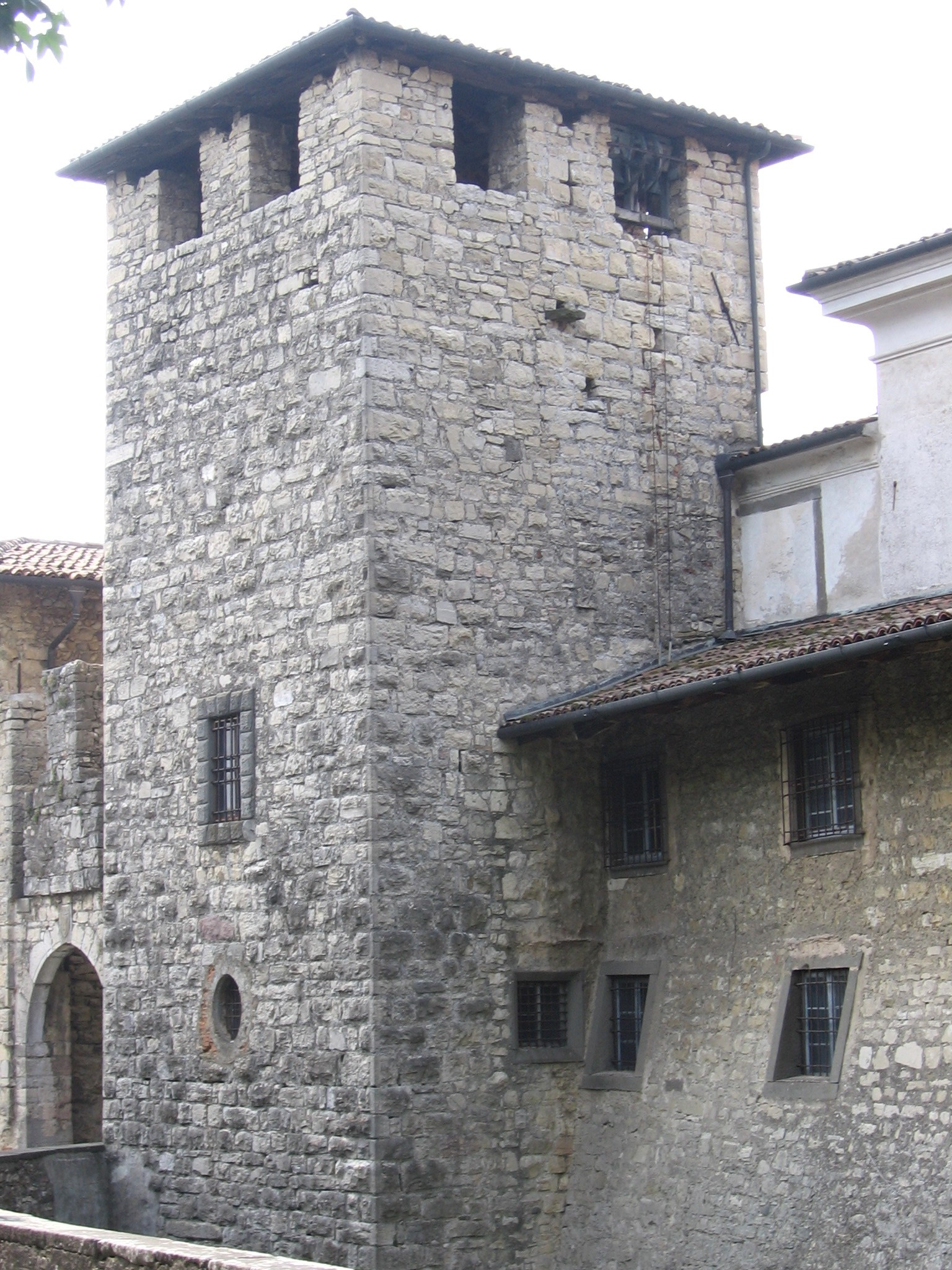
Castello Calepio

Sicura fu la collaborazione dei membri della famiglia con la chiesa di Calepio intitolata a San Lorenzo e a quella di Bergamo. Vi è infatti documentazione conservata presso la biblioteca Angelo Mai che cita nel 1280 un Bonifacio, figlio del conte Landolfo, che era canonico della chiesa di San Lorenzo, di San Giovanni di Cunisio e della chiesa di San Pietro di Mezzate; un Landolfino, figlio di Lanfranco, che fu ordinato chierico nel 1304; un Palamide, natus da Filomenisio, anche questo nominato nel 1307, e Marchisio canonico sempre di Caselli Calepio nel 1370. Nel 1387 una Calepio contessina, fu nominata badessa del convento di Santa Grata in Bergamo.

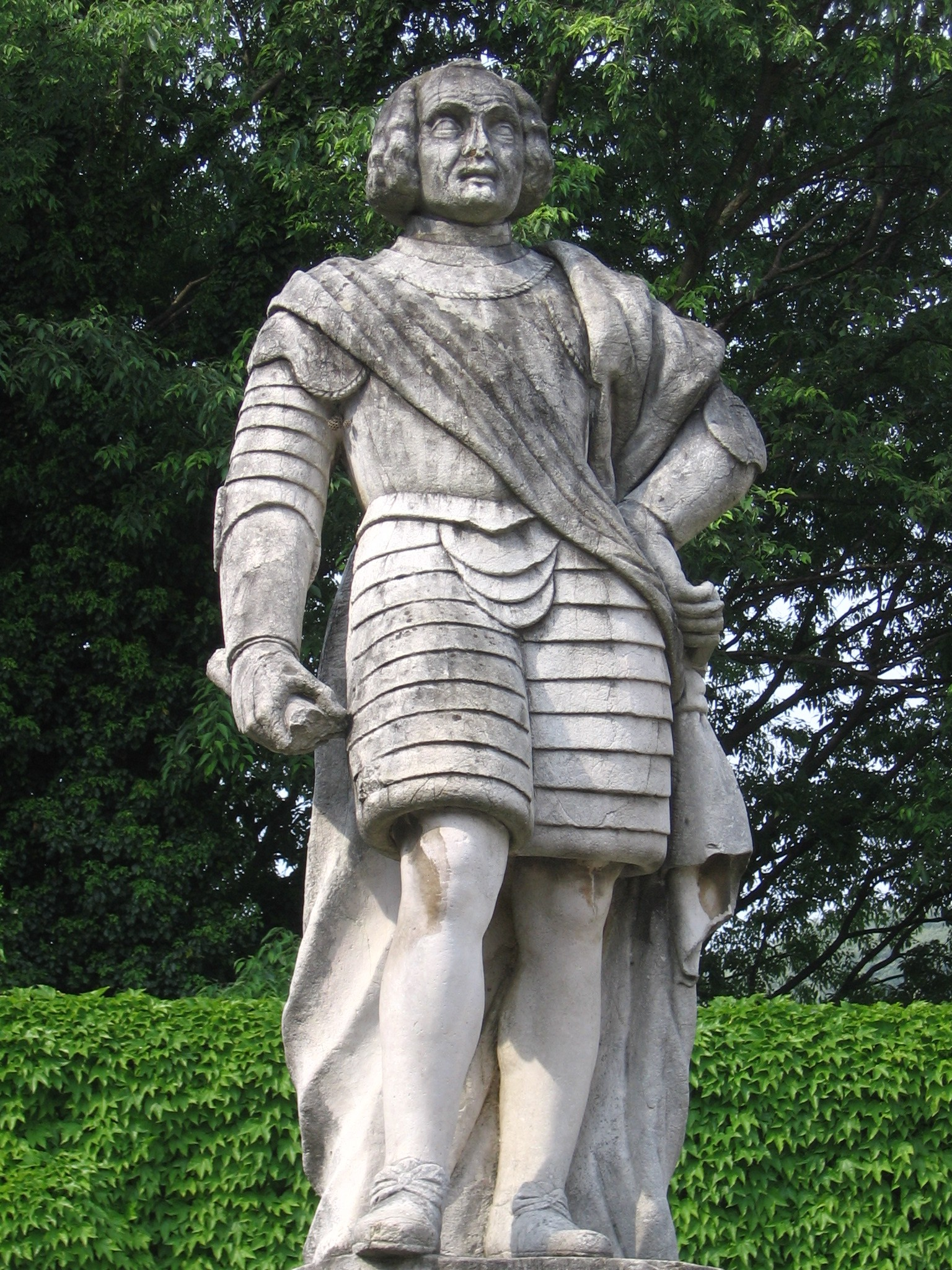
statua conte Calepio Trussardo I

La famiglia pur abitando principalmente il castrum, possedeva anche una casa in Bergamo, nella vicinia di San Michele al Pozzo Bianco, sicuramente abitata da Trussardo da Calepio II. La famiglia Calepio è indicata nel testamento di Alberto Degozzius figlio di Iacopo del 29 agosto 1326, del ceto de vavassoriis de Calepio, quindi di feudalità minore questo confermerebbe l'origine vescovile. 
Molti rappresentanti della famiglia si unirono in matrimonio con le famiglie più importanti e nobili di Bergamo acquistando prestigio.

### Le discendenze
La famiglia Calepio si divise in tre rami, formando una discendenza con molte ramificazioni.

Il primo quello di Goizo ebbe termine con Maria Ester, figlia di Marco Antonio ed Emilia Martinengo morta nel 1828. 
Il secondo ramo si staccò con il figlio di Nicolino, Trussardo II. Di questo ramo della famiglia discesero il letterato Pietro Calepio del 1693 figlio di Orazio e Maria Stampa che andò in sposa con Caterina Colleoni.
Pietro Calepio che sposò Teresa Stampa dalla quale ebbe quattro figli. Pietro fu un massone legato alla Repubblica Cisalpina. Il suo primo figlio sposò Luisa Pirola. La dinastia di questo ramo terminò con Galeazzo Orazio nel 1871.
Il terzo ramo si staccò con Gian Battista nel XVI secolo formando il casato dei Calepio di Cologno. L'ultimo rappresentante fu Anna Maria Calepio Ricotti nel 1909, questa lasciò una Pia Fondazione.
Tra i personaggi di rilievo serve nominare Trussardo da Calepio che ebbe un ruolo importante nella guerra tra Milano e Venezia. Proprio grazie ai suoi servizi alla repubblica veneta ebbe il beneficio dei territori della Valle Calepio. A Trussardo si deve l'ampliamento del castello risalente all'anno Mille con l'inserimento della chiesa di San Maurizio risalente al 1433.

## Personaggi
- Niccolino Caleppio comandante dei comuni
- Trussardo da Calepio militare agli ordini della Repubblica di Venezia
- Ambrogio Calepio frate agostiniano autore del Calepino.[7]
- Trussardo da Calepio II, militare e politico nipote di Trussardo I
- Giovanni Girolamo Calepio abate benedettino
- Pietro Calepio (1693-1762) scrittore
- Pietro Calepio (1762-1834) politico e massone